# 太陽の真ん中へ
『太陽の真ん中へ』（たいようのまんなかへ）は、日本のバンド、Bivattcheeの楽曲で、メジャー4枚目（通算7枚目）のシングル。2005年12月7日にソニー・ミュージックレコーズから発売。
同バンド最後のシングルで、表題曲は、TBS系アニメ『交響詩篇エウレカセブン』第3期オープニングテーマ。
初回仕様盤には特典として、同アニメのキャラクターデザインを担当する吉田健一描き下ろしによるデカラベルステッカー、エウレカセブン「ray=out」ロゴステッカー、W購入施策ハガキが封入された。
表題曲のミュージック・ビデオの監督は三木孝浩が手掛けており、木村啓太、豊田裕也が出演している。

## 収録曲
- 全作詞・作曲：堤晋一　編曲：小倉健二・Bivattchee

1. 太陽の真ん中へ (3:14)
2. 君と笑った季節 (3:42)
3. 太陽の真ん中へ〜EUREKA OPENING MIX〜 (1:29)
4. 太陽の真ん中へ〜INSTRUMENTAL〜

## 収録アルバム
オリジナル
- 『Blue Bird Journey』 (#1)

ベスト
- 『交響詩篇エウレカセブン COMPLETE BEST』 (#1)

ライブ
- 『LIVE!!!Running on 10years』 (#1)

サウンドトラック
- 『交響詩篇エウレカセブン オリジナルサウンドトラック2』 (#3)